# 纳卜汉王朝
纳卜汉王朝（羅馬化：ʾUsrat Banī Nabhān）是阿曼历史上的一个王朝。相比阿曼其它历史政权，此王朝的历史记载十分稀少，故许多史实细节争议颇多。其历史时期可分为两个阶段：前纳卜汉王朝（11或12世纪—约1500）与后纳卜汉王朝（约1500—1624）。前者在宋元文献（1225年《诸蕃志》、1304年《南海志》）中称为甕蠻，而后者在明代《坤舆万国全图》（1602年）上标作亞衣漫。
纳卜汉王朝留给后世最有名的遗产是拜赫拉堡。